# آيت يحيى أو اعمر (آيت كراط مجاط)
آيت يحيى أو اعمر هو دُوَّار يقع بجماعة سيدي سليمان مول الكيفان، عمالة مكناس، جهة فاس مكناس في المملكة المغربية. ينتمي الدوّار لمشيخة آيت كراط مجاط التي تضم 12 دوار. يقدر عدد سكانه بـ 217 نسمة حسب الإحصاء الرسمي للسكان والسكنى لسنة 2004.

## وصلات خارجية
- البوابة الوطنية للجماعات الترابية
- المندوبية السامية للتخطيط